# Турышкино (деревня)
Туры́шкино — деревня во Мгинском городском поселении Кировского района Ленинградской области.

## История
На карте Ингерманландии А. И. Бергенгейма, составленной по шведским материалам 1676 года, упоминается деревня Toruskina.
Деревня Турускина нанесена на «Географическом чертеже Ижорской земли» Адриана Шонбека 1705 года.
Как деревня Туришкино она упомянута на карте Ингерманландии А. Ростовцева 1727 года.
На карте Санкт-Петербургской губернии Я. Ф. Шмидта 1770 года обозначена деревня Туришкина.
На карте Санкт-Петербургской губернии Ф. Ф. Шуберта 1834 года обозначена деревня Турышкина, состоящая из 33 крестьянских дворов.

ТУРЫШКИНА — деревня принадлежит действительной тайной советнице княгине Татьяне Юсуповой, число жителей по ревизии: 135 м. п., 139 ж. п. (1838 год)

Согласно карте профессора С. С. Куторги 1852 года деревня называлась Турышкина и насчитывала 33 двора.

ТУРЫШКИНА — деревня князя Юсупова, по почтовому тракту и просёлочной дороге, число дворов — 99, число душ — 176 м. п. (1856 год)

Число жителей деревни по X-ой ревизии 1857 года: 173 м. п., 178 ж. п..

ТУРЫШКИНО — деревня владельческая при реке Мге и колодце, число дворов — 91, число жителей: 141 м. п., 163 ж. п. (1862 год)

В 1872 году 70 десятин земли при деревне Турышкино за 3100 рублей приобрёл местный крестьянин Н. И. Иванов.
Согласно подворной переписи 1882 года в деревне проживали 78 семей, число жителей: 184 м. п., 208 ж. п.; разряд крестьян — временнообязанные, а также пришлого населения 1 семья (3 м. п., 4 ж. п.).
По данным 1889 года в хозяйстве у Н. И. Иванова было 2 лошади и 11 коров.
В конце XIX — начале XX века деревня административно относилась к Лезьенской волости 1-го стана Шлиссельбургского уезда Санкт-Петербургской губернии.
По данным «Памятной книжки Санкт-Петербургской губернии» за 1905 год деревня называлась Петрово-Турышкино.

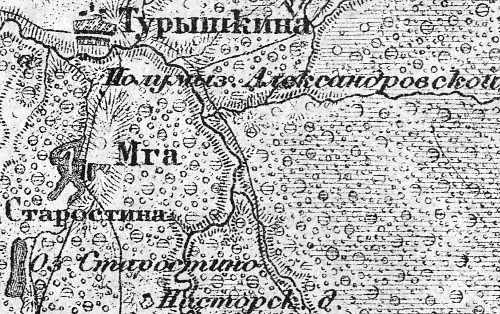
Деревня Турышкина на военно-топографической карте Петроградской губернии. 1917 год

С 1917 по 1923 год деревня Турышкино входила в состав Лезьенской волости Шлиссельбургского уезда.
Согласно военно-топографической карте Петроградской и Новгородской губерний издания 1921 года деревня называлась Турышкина и при ней находился Полумызок Александровской. Деревня находилась на берегу реки Мга при впадении в неё Каменного ручья.
С 1923 года в составе Петроградского уезда.
С 1924 года в составе Мгинского сельсовета.
Согласно данным переписи населения СССР 1926 года в деревне Турышкино проживали 415 человек — большинство русские, а также поляки
С февраля 1927 года в составе Мгинской волости. С августа 1927 года в составе Мгинского района.
С 1928 года в составе Турышкинского сельсовета. В 1928 году население деревни Турышкино составляло 424 человека.
По данным 1933 года деревня Турышкино входила в состав Турышкинского сельсовета Мгинского района.
С 1939 года в составе Лезьенского сельсовета.

План деревни Турышкино. 1941 год

Согласно топографической карте РККА 1941 года деревня насчитывала 91 двор. В деревне была своя школа.
Деревня была освобождена от немецко-фашистских оккупантов 22 января 1944 года.
В 1958 году население деревни Турышкино составляло 57 человек.
С 1960 года в составе Тосненского района.
По данным 1966 и 1973 годов деревня Турышкино также входила в состав Лезьенского сельсовета Тосненского района.
По данным 1990 года деревня Турышкино входила в состав Лезьенского сельсовета Кировского района.
В 1997 году в деревне Турышкино Лезьенской волости проживали 13 человек, в 2002 году — 34 человека (русские — 94 %).
В 2007 году в деревне Турышкино Мгинского ГП — 16.

## География
Деревня расположена в юго-западной части района на автодороге 41К-124 (Петрово — ст. Малукса), к юго-востоку от центра поселения, посёлка Мга.
Расстояние до административного центра поселения — 18 км.
В 1 км к северу от деревни находится железнодорожная платформа Турышино на линии Мга — Будогощь.
Через деревню протекает река Мга.

## Демография
| 1862 | 2007 | 2010 | 2017 |
| ---- | ---- | ---- | ---- |
| 304  | ↘16  | →16  | ↗34  |

## Улицы
Лесная, Новая, Полевая

## Садоводства
Турышкино-Петрово.